# Kevin Vásquez Saldivia
Kevin Alexander Vásquez Saldivia (Valparaíso, Región de Valparaíso, Chile, 27 de junio de 1997) es un futbolista chileno. Juega de defensa y su equipo actual es Santiago Morning de la Primera B de Chile.

## Trayectoria
Llegó a las divisiones inferiores del Club de Deportes Santiago Wanderers de Valparaíso a los siete años tras jugar dos años de manera amateur en el Club Líderes de Playa Ancha. Durante su tiempo en la cadetes porteñas llegaría a ser capitán en la categoría sub-17 del equipo porteño siendo ascendido al primer equipo por Alfredo Arias, para disputar el último partido del Apertura 2015, permaneciendo en la banca durante la victoria de su escuadra frente a Colo-Colo.
Su debut se daría durante el Apertura 2016 en el empate sin goles de su equipo contra Palestino en calidad de visita, después de su primer partido sería una alternativa recurrente durante ese campeonato. Durante su siguiente torneo vería muy pocos minutos en cancha por lo que partiría a préstamo a Unión La Calera de la Primera B donde sumaría una gran cantidad de minutos gracias al reglamento del jugador sub-20 en cancha siendo parte a su vez del título obtenido por su equipo en el Transición 2017 que lo llevaría a enfrentar a su equipo formador durante la Liguilla de Promoción donde patearía uno de los penales que condenarían a Wanderers al descenso.
Para la temporada 2018 por contrato debe regresar a su club formador para así ser parte de la búsqueda del ascenso y la Copa Libertadores pero no podría jugar debido a una lesión sufrida en los primeros entrenamientos que lo alejarían de las canchas por todo el primer semestre. Finalmente no jugaría un solo partido por los porteños durante todo el año por lo que para la temporada siguiente volvería partir a préstamo a Unión La Calera. Su segundo paso por los cementeros no sería lo ideal por lo que para la siguiente temporada volvería a ser cedido en préstamo, esta vez a Magallanes.
En febrero de 2021, es anunciado como nuevo jugador de Santiago Morning de la Primera B chilena. Tras dos temporadas en el conjunto microbusero, el 4 de enero de 2023 se anuncia su regreso a Santiago Wanderers.

## Selección nacional
Fue parte de la Selección de fútbol sub-20 de Chile en el proceso preparativo para el Campeonato Sudamericano Sub-20 de 2017, siendo parte de partidos amistosos nacionales e internacionales, para luego estar en la nómina oficial de aquel torneo donde solo llegaría a jugar un partido al reemplazar por lesión a su compañero de equipo en ese entonces, Adrián Cuadra.

## Estadísticas

### Clubes
| Club                       | Div.       | Temporada  | Liga  | Liga  | Copas nacionales | Copas nacionales | Torneos internacionales | Torneos internacionales | Total | Total |
| Club                       | Div.       | Temporada  | Part. | Goles | Part.            | Goles            | Part.                   | Goles                   | Part. | Goles |
| -------------------------- | ---------- | ---------- | ----- | ----- | ---------------- | ---------------- | ----------------------- | ----------------------- | ----- | ----- |
| Santiago Wanderers · Chile | 1ª         | 2016-17    | 9     | 0     | 0                | 0                | —                       | —                       | 9     | 0     |
| Santiago Wanderers · Chile | 2ª         | 2018       | 0     | 0     | 0                | 0                | —                       | —                       | 0     | 0     |
| Santiago Wanderers · Chile | Total club | Total club | 9     | 0     | 0                | 0                | 0                       | 0                       | 9     | 0     |
| Unión La Calera · Chile    | 2ª         | 2017       | 18    | 0     | 2                | 0                | —                       | —                       | 20    | 0     |
| Unión La Calera · Chile    | 1ª         | 2019       | 3     | 0     | 3                | 0                | —                       | —                       | 6     | 0     |
| Unión La Calera · Chile    | Total club | Total club | 21    | 0     | 5                | 0                | 0                       | 0                       | 26    | 0     |
| Magallanes · Chile         | 2ª         | 2020       | 0     | 0     | 0                | 0                | —                       | —                       | 0     | 0     |
| Magallanes · Chile         | Total club | Total club | 0     | 0     | 0                | 0                | 0                       | 0                       | 0     | 0     |
| Total club                 | Total club | Total club | 30    | 0     | 5                | 0                | 0                       | 0                       | 35    | 0     |
| 1. 2.                      |            |            |       |       |                  |                  |                         |                         |       |       |

### Resumen estadístico
| Competición      | Partidos | Goles |
| ---------------- | -------- | ----- |
| Primera División | 12       | 0     |
| Primera B        | 18       | 0     |
| Copa Chile       | 5        | 0     |
| Selección Sub-20 | 1        | 0     |
| Total            | 36       | 0     |

## Palmarés

### Títulos nacionales
| Título    | Club            | País  | Año    |
| --------- | --------------- | ----- | ------ |
| Primera B | Unión La Calera | Chile | 2017-T |